# رينيه بلتران
رينيه بلتران (بالإسبانية: René Beltrán)‏ هو لاعب كرة قدم مكسيكي في مركز الهجوم، ولد في 19 أكتوبر 1997 في سابوبان في المكسيك. لعب مع Murciélagos F.C. ‏.